# Stefano Delle Chiaje
Stefano Delle Chiaje (Teano, 25 aprile 1794 – Napoli, 22 luglio 1860) è stato un medico e naturalista italiano.

## Biografia
Studiò medicina a Napoli, dove fu allievo di Giuseppe Saverio Poli, con il quale iniziò la compilazione della Testacea, descrizione dei molluschi del Regno delle Due Sicilie; in seguito insegnò anatomia patologica e svolse attività di ricerca nel campo della teratologia. 

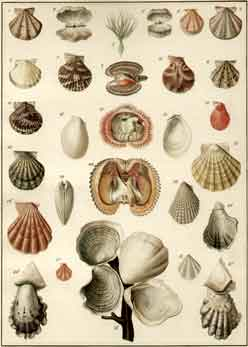
Tavola della Testacea di Poli e Delle Chiaie

È ricordato anche per le sue ricerche nell'ambito sia della botanica, e in special modo sulle piante officinali, sia della zoologia, con particolare riferimento alla tassonomia degli invertebrati del Regno di Napoli.
Nel 1822 divenne socio del Regio Istituto d'incoraggiamento alle scienze naturali, divenendone parte attiva per tutta la sua vita.
Nel suo Memorie sulla storia e notomia degli animali senza vertebre del Regno di Napoli (Napoli 1823-30), descrive la sua scoperta del sistema lacunare (piccole cavità e canalicoli che ospitano un liquido; "trovasi questo sistema tra la pelle e i visceri addominali costituente particolari canali e lacune che si aprono in vari modi all'esterno o mercé forami situati preso l'intestino retto...o sotto la superficie del piede o mediante numerose aperture allogate nel perimetro del piede...o in grazia di numerosa serie di forami esistente ai lati della teca di mezze vertebre...intorno al collo del piede...oppure in tutta la superficie del corpo...o finalmente per mezzo di un cunicolo dentro l'addome o ramificato o aperto in ambedue gli estremi mercé varie vescichette" (II, p. 27).
Dal 1846 tenne la cattedra di Anatomia.
Si dedicò inoltre allo studio e alla scrittura di trattati sulla farmacologia, tossicologia (tra i primi in Italia), anatomia umana e animale, parassitologia e botanica.
Il suo contributo alla biologia conta anche la scoperta di sei specie di Oloturie, Hirudo sebetia (una sanguisuga terapeutica), distinse nel genere Siphunculus, le specie nudus e saccatus e descrisse il Cyclamen poli (un ciclamino).
Nel 1842 venne ammesso come socio all'Accademia Nazionale delle Scienze.
Dal 1846 al 1860 fu direttore del Museo di anatomia umana di Napoli, ampliandone le collezioni, sia con l'acquisizione dei reperti del Gabinetto Anatomico, sia con il proprio contributo di reperti teratologici e preparati di anatomia comparata.
A seguito dell'unificazione italiana, i suoi lavori e la memoria del suo contributo alle scienze, furono nascosti e ostacolati dai successori.

## Opere
- Trattato di farmacologia , Napoli 1841
- Compendio di elmintografia umana, Stamp. Società Tipografica, Napoli 1825 (II ed. 1833)
- Enchiridio di tossicologia teorico-pratica, s.e., Napoli 1831.
- Opuscoli fisico-medici, Tramater, Napoli 1833.
- Dissertazioni anatomico-patologiche, Tramater, Napoli 1834.
- Istituzioni di anatomia comparata, 3 voll., Tip. Azzolino, Napoli 1836 (III t., II ed. 1849).
- Osservazioni anatomiche su l'occhio umano, s.e., Napoli 1838.
- Istoria anatomico-teratologica intorno ad una bambina rinocefalo-monocola, Tramater, Napoli 1840.
- Miscellanea anatomico-patologica, 3 voll., s.e., Napoli 1847.
- Descrizione e notomia degli animali Invertebrati della Sicilia Citeriore (1841-44)

| Chiaje è l'abbreviazione standard utilizzata per le piante descritte da Stefano Delle Chiaje. Consulta l'elenco delle piante assegnate a questo autore dall'IPNI. |

| Delle Chiaje è l'abbreviazione standard utilizzata per le specie animali descritte da Stefano Delle Chiaje. Categoria:Taxa classificati da Stefano Delle Chiaje |